# شیوا ابراهیمی
شیوا ابراهیمی (زاده ۲۹ بهمن ۱۳۵۵، شمیرانات) بازیگر تئاتر، سینما و تلویزیون اهل ایران است. او در سال ۱۳۷۳ پس از ورود به دانشکده سینما و تئاتر دانشگاه هنر فعالیت خود را با بازی در تئاترهای دانشجویی آغاز کرد. او دارای مدرک کارشناسی تئاتر، گرایش عروسکی می‌باشد. اولین کار حرفه‌ای خود در جلوی دوربین را با سریال «کهنه سوار» در سال ۱۳۷۵ به کارگردانی اکبر خواجویی آغاز کرد.
او در شهریور ۱۴۰۱ در حمایت از مهسا امینی، شهروند کشته‌شده توسط گشت ارشاد کشف حجاب کرد.
وی هم اکنون ساکن پاریس در کشور فرانسه می باشد

## فیلم‌شناسی
- خون خدا (۱۳۹۷)
- در پروازهای خروجی بود که گم شد، ریحانه‏ (۱۳۹۴) (نمایش تئاتر)
- تله‌فیلم روشنای حقیقی (روشنایی حقیقی یا روشنایی‌های حقیقی) (۱۳۹۳)
- گنجشکک اشی‌مشی (۱۳۹۳)
- تله‌فیلم سه ماهی (۱۳۹۲)
- تله‌فیلم فرجام (۱۳۸۹)
- جایی برای بودن (۱۳۹۰)
- گل‌های خیابانی (۱۳۸۹)
- زمانی برای شخم زدن (۱۳۸۹)
- پیش خواهد آمد (۱۳۸۹)
- زیر هشت (۱۳۸۹)
- شیرین (۱۳۸۷)
- خواب لیلا (۱۳۸۶)
- شام آخر (۱۳۸۰)
- مسافر (۱۳۷۸)

## مجموعه تلویزیونی
| سال  | مجموعه تلویزیونی              | کارگردان                   | توضیحات            |
| ۱۳۷۶ | کهنه سوار                     | اکبر خواجویی               | شبکه ۳–۲۳ قسمت     |
| ۱۳۷۹ | مسافر                         | سیروس مقدم                 | شبکه تهران-۲۳ قسمت |
| ۱۳۸۱ | باران عشق                     | احمد امینی-فریدون حسن پور  | شبکه تهران-۱۳ قسمت |
| ۱۳۸۴ | و خداوند عشق را آفرید         | مسعود شاه‌محمدی             | شبکه ۳–۲۶ قسمت     |
| ۱۳۸۹ | زیر هشت                       | سیروس مقدم                 | شبکه ۱–۲۷ قسمت     |
| ۱۳۹۰ | فرات                          | مازیار میری                | شبکه ۲–۱۰ قسمت     |
| ۱۳۹۲ | همه بچه‌های ما                 | تاجبخش فنائیان             | شبکه ۲–۲۷ قسمت     |
| ۱۳۹۲ | داوران                        | احمد امینی و بیژن میرباقری | شبکه ۲–۱۴ قسمت     |
| ۱۳۹۳ | پرده نشین                     | بهروز شعیبی                | شبکه ۱–۳۱ قسمت     |
| ۱۳۹۶ | دیگری                         | مرجان اشرفی‌زاده            | شبکه ۳–۶ قسمت      |
| ۱۳۹۷ | مینو                          | امیرمهدی پوروزیری          | شبکه ۱–۲۷ قسمت     |
| ۱۳۹۸ | برادر جان                     | محمدرضا آهنج               | شبکه ۳–۳۰ قسمت     |
| ۱۳۹۸ | خانواده دکتر ماهان            | راما قویدل و علی‌محمد قاسمی | شبکه ۲–۲۶ قسمت     |
| ۱۳۹۹ | زمین گرم                      | سعید نعمت‌الله              | شبکه ۳–۲۷ قسمت     |
| ۱۳۹۹ | خانه امن                      | احمد معظمی                 | شبکه ۱–۵۰ قسمت     |
| ۱۳۹۹ | بیگانه ای با من است (فصل اول) | احمد امینی                 | شبکه ۲             |
| ۱۴۰۰ | کلبه ای در مه                 | حسن لفافیان                | شبکه ۳             |

## کشف حجاب
شیوا ابراهیمی در اعتراض به حجاب اجباری و کشته شدن مهسا امینی توسط گشت ارشاد عکس بدون حجاب خود را در صفحه اینستاگرامش منتشر کرد و نوشت:
«من یک زن ایرانیم که سالها بود از سر اجبار و ترس روسری به سر داشتم ولی هیچ‌وقت به خواست خودم نبوده و نخواهد بود. این در جواب کسی است که به دروغ گفته زنان ایرانی خودشان به عنوان یک امر خودجوش حجاب را رعایت می‌کنند و کسی هم به آنها تکلیف نکرده‌است.»